# Округ Линколн (Јужна Дакота)
Округ Линколн (енгл. Lincoln County) је округ у америчкој савезној држави Јужна Дакота.

## Демографија
По попису из 2010. године број становника је 44.828, што је 20.697 (85,8%) становника више него 2000. године.
| Група             | 2000.          | 2010.          |
| Белци             | 23.470 (97,3%) | 42.700 (95,3%) |
| Афроамериканци    | 82 (0,3%)      | 320 (0,7%)     |
| Азијати           | 112 (0,5%)     | 462 (1,0%)     |
| Хиспаноамериканци | 169 (0,7%)     | 553 (1,2%)     |
| Укупно            | 24.131         | 44.828         |